# Ille-sur-Têt
Ille-sur-Têt is een gemeente in het Franse departement Pyrénées-Orientales (regio Occitanie). De plaats maakt deel uit van het arrondissement Prades. Ille-sur-Têt telde op 1 januari 2022 5.546 inwoners.

## Geografie
De oppervlakte van Ille-sur-Têt bedroeg op 1 januari 2022 31,67 vierkante kilometer; de bevolkingsdichtheid was toen 175,1 inwoners per km².

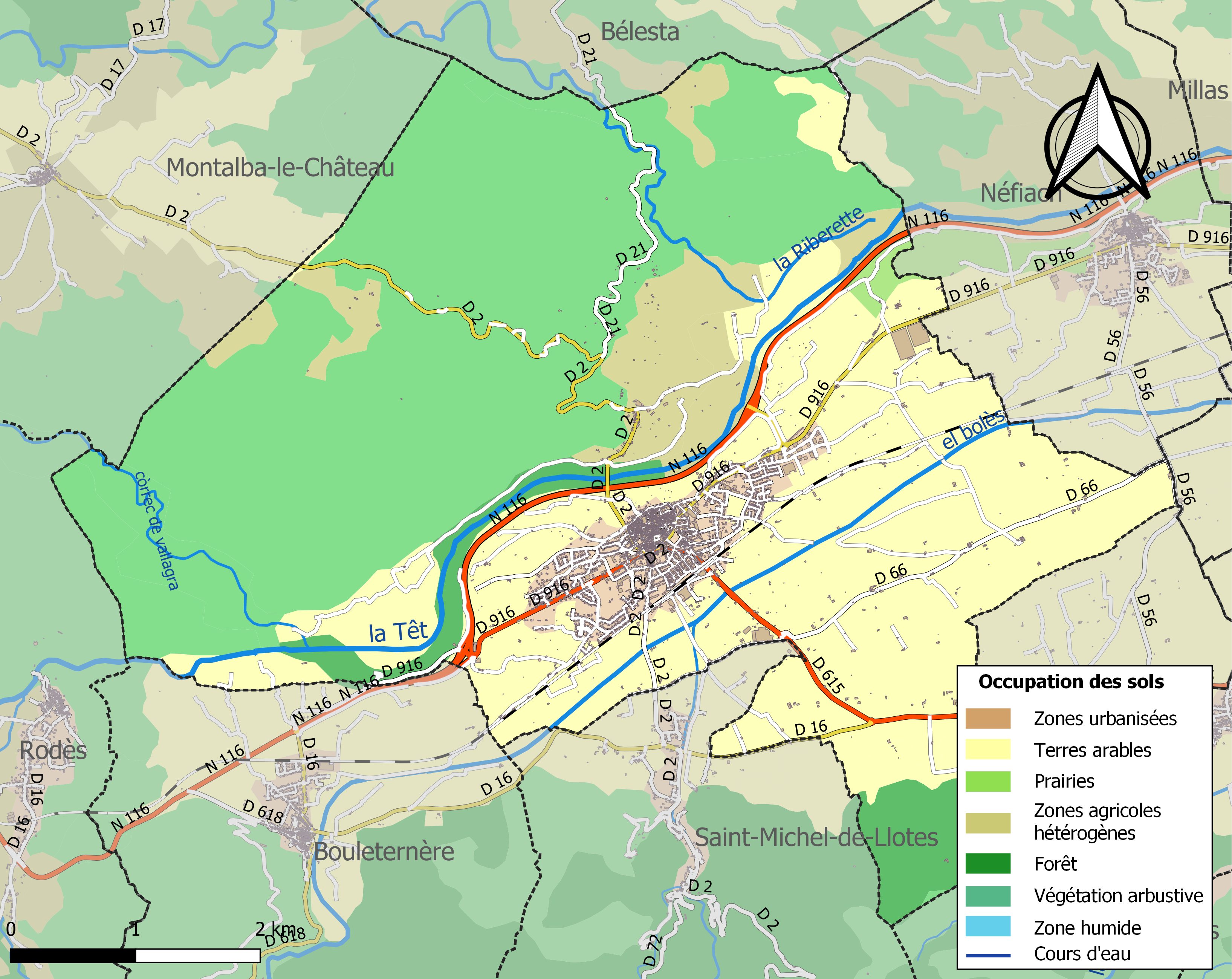
Kaart van de gemeente met de belangrijkste infrastructuur, bodemgebruik en omliggende gemeenten

## Verkeer en vervoer
In de gemeente ligt spoorwegstation Ille-sur-Têt.

## Demografie
Onderstaande figuur toont het verloop van het inwonertal (bron: INSEE-tellingen).